# Alvin Saunders

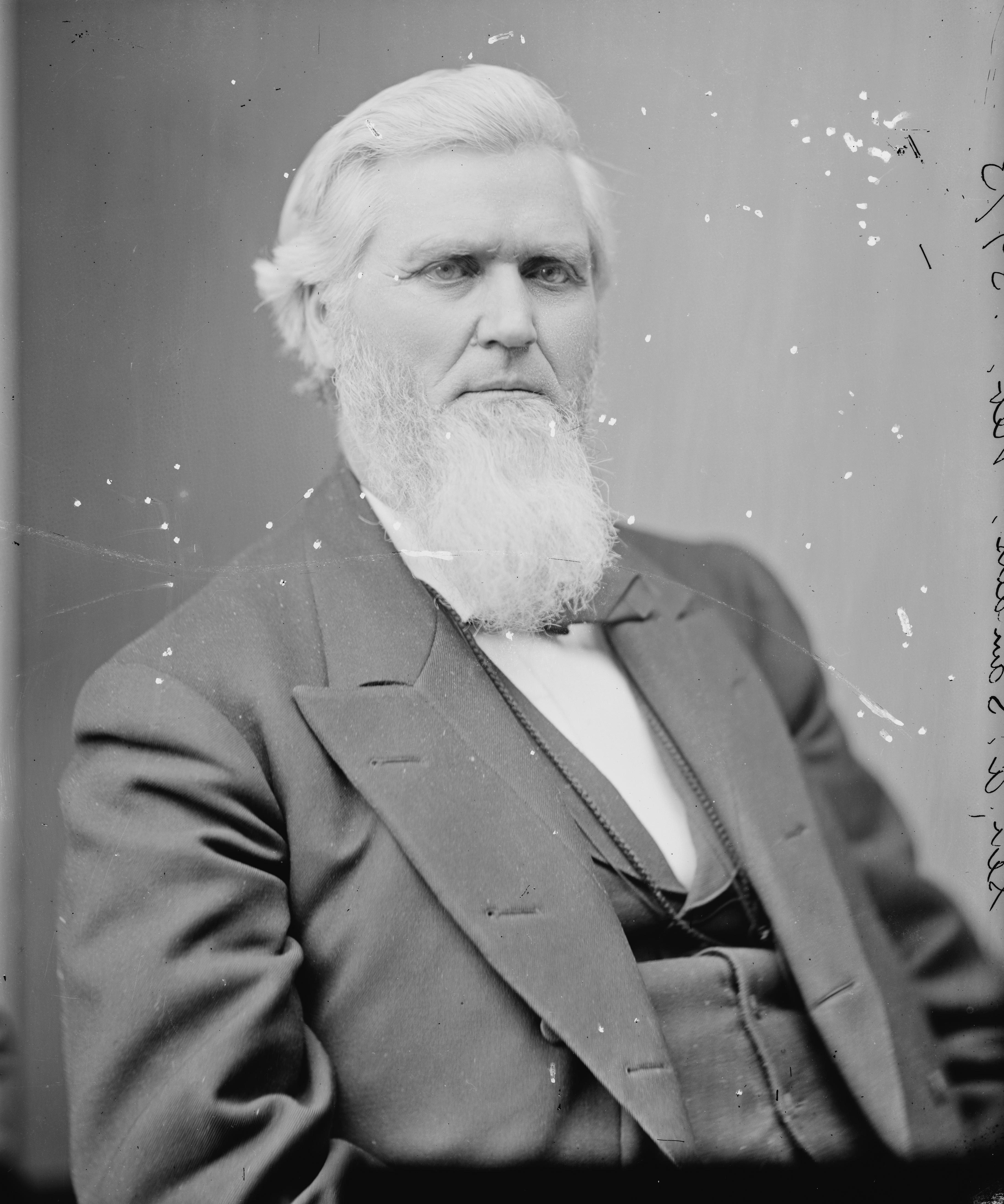
Alvin Saunders

Alvin Saunders (* 12. Juli 1817 im Fleming County, Kentucky; † 1. November 1899 in Omaha, Nebraska) war ein US-amerikanischer Politiker. Er war von 1861 bis 1867 letzter Gouverneur des  Nebraska-Territoriums und später US-Senator für den Bundesstaat Nebraska.

## Frühe Jahre und politischer Aufstieg
Alvin Saunders besuchte die örtlichen Schulen seiner Heimat in Kentucky. Im Jahr 1829 zog er mit seinem Vater nach Illinois und 1836 nach Mount Pleasant im heutigen Iowa, das damals noch zum Wisconsin-Territorium gehörte. Dort war Saunders sieben Jahre lang Leiter der örtlichen Poststelle. Er studierte zwar Jura, hat aber nie eine juristische Laufbahn eingeschlagen. Stattdessen beteiligte er sich am Handel und war im Bankgeschäft tätig. Saunders war Mitglied der verfassungsgebenden Versammlung von Iowa im Jahr 1846. Von 1854 bis 1856 sowie nochmals von 1858 bis 1860 saß er im Senat dieses Staates. Danach gehörte er zu einer vom Kongress eingesetzten Kommission, die bei der Organisation der Union Pacific Railroad helfen sollte.

## Territorialgouverneur von Nebraska
Nach dem Wahlsieg der Republikaner und dem Amtsantritt von Präsident Abraham Lincoln wurde Saunders zum neuen und letzten Territorialgouverneur in Nebraska ernannt. Er amtierte von 1861 bis zum Eintritt des Gebiets als Bundesstaat in die USA im Jahr 1867. In diesen Jahren wurden einige Teile des riesigen Territoriums ausgegliedert bzw. anderen Territorien zugeordnet. Dazu gehörten Gebiete der heutigen Bundesstaaten North Dakota, South Dakota, Colorado, Utah, Idaho, Montana und Wyoming. Das Gebiet näherte sich langsam den Grenzen des künftigen Bundesstaates Nebraska an. Der gleichzeitig stattfindende Bürgerkrieg hatte auf Nebraska wenig Auswirkungen.
Nach ihm ist Saunders County in Nebraska benannt.

## US-Senator
Mit der Aufnahme Nebraskas als 37. Staat in die Union endete am 1. März 1867 Alvin Saunders’ Amtszeit als Territorialgouverneur. Im Jahr 1868 war er Delegierter zur Republican National Convention, auf der Ulysses S. Grant als Präsidentschaftskandidat nominiert wurde. Von 1877 bis 1883 vertrat Saunders den neuen Bundesstaat Nebraska im US-Senat in Washington. Dort war er Vorsitzender des Ausschusses zur Überwachung der noch nicht eingegliederten US-Territorien. Alvin Saunders starb 1899 in Omaha.